# Laurent Fabius
Laurent Fabius (Parigi, 20 agosto 1946) è un politico francese.
È stato Primo ministro francese dal 24 luglio 1984 al 20 marzo 1986. Sotto la presidenza di François Mitterrand, è stato ministro del bilancio, dal 1981 al 1983, poi dell'industria e della ricerca, dal 1983 al 1984. È stato nominato, nel luglio 1984, Primo ministro; più giovane capo di governo della Quinta Repubblica prima di Gabriel Attal, ha ricoperto questa carica fino alla sconfitta della sinistra nelle elezioni legislative del 1986. È poi tornato al suo mandato come deputato per la Senna-Marittima.
Dopo la vittoria della sinistra alle elezioni legislative del 1988, fu eletto presidente dell'Assemblea nazionale. Deve poi affrontare il caso degli emoderivati infetti, scandalo in cui è assolto ma che appanna definitivamente la sua popolarità. Si è dimesso dalla presidenza dell'Assemblea nazionale nel 1992 per diventare primo segretario del Partito Socialista. Ha lasciato il mandato di capo del partito l'anno successivo, dopo la sconfitta della sinistra alle elezioni legislative. La vittoria della "sinistra plurale" nelle elezioni legislative del 1997 gli consente di accedere nuovamente alla presidenza dell'Assemblea. Tre anni dopo, nel 2000, è nominato ministro dell'economia, delle finanze e dell'industria nel governo Lionel Jospin.
Prende una posizione di minoranza all'interno del Partito Socialista votando per il "no" nel referendum del 2005 sul trattato che stabilisce una costituzione per l'Europa. Nel 2006 si è candidato alle primarie socialiste per le elezioni presidenziali del 2007, ma è stato battuto da Dominique Strauss-Kahn e Ségolène Royal, che hanno vinto. A seguito dell'elezione di François Hollande alla presidenza della Repubblica, è stato ministro degli affari esteri in entrambi i governi di Jean-Marc Ayrault (I, II), dal 2012 al 2014 (divenendo nuovamente il “numero 2”), quando ha visto le sue competenze estese allo Sviluppo internazionale all'interno del governo di Manuel Valls. Nel 2016 ha lasciato il Ministero degli affari esteri per diventare presidente del Consiglio costituzionale, essendo stato nominato da François Hollande in sostituzione di Jean-Louis Debré.

## Biografia
Il nome della famiglia in origine era Lion, ma decisero di chiamarsi Fabius, in onore alla Gens Fabia dell'Antica Roma. Il primo a fregiarsi di questo cognome fu Joseph Lion, a partire dal 1808, Joseph Fabius. Un suo antenato, Gustave Fabius de Champville (1865-1946), cugino del nonno, fu un famoso drammaturgo, poeta e giornalista.

### Studi
Suo padre André (1908-1984) era un noto antiquario parigino di origine ebraica, come suo nonno Élie (1864-1942), e sua madre, Louise, nata Strasburger (1911-2010), apparteneva ad una famiglia di orefici ebrei di Francoforte. Dopo le classes préparatoires al liceo Louis-le-Grand è ammesso all'École Normale Supérieure, dove consegue l'agrégation in lettere moderne. Parallelamente, studia all'Institut d'études politiques de Paris (Sciences Po) e, in seguito, all'École nationale d'administration, (1971-1973). Al termine del ciclo all'ENA si classifica terzo della sua promozione, cosa che in base alle regole del classement gli consente di entrare direttamente al Consiglio di Stato.

### 1974 -1984: gli inizi della carriera politica
Poco dopo la sua laurea all'ENA, nel 1974, aderisce al partito socialista e incontra François Mitterrand. Lavora al suo fianco fino alla sua vittoria alle elezioni presidenziali del 1981. Nel frattempo, inizia a installarsi elettoralmente nella circoscrizione elettorale della Senna Marittima, una delle più a sinistra di tutta la Francia, in cui viene eletto deputato all'Assemblée nationale nel 1978, e che diventerà il suo "feudo" elettorale. Da allora è stato rieletto deputato a tutte le elezioni, comprese quelle del 2012. In ossequio alle norme sull'incompatibilità, si dimette da deputato nelle occasioni in cui fa parte del governo (1981-1986, 2000-2002, 2012).
Subito dopo l'elezione a presidente della Repubblica di François Mitterrand nel 1981 è nominato ministro del Bilancio, poi a partire dal 1983 ministro dell'Industria e della ricerca. Al ministero del Bilancio introduce l'imposta sui grandi patrimoni, successivamente abolita nel 1987 dal governo di coabitazione di Jacques Chirac. Nel 1983 chiede l'applicazione fedele del programma della sinistra, sostenendo la libera fluttuazione del franco francese e il protezionismo industriale. Tuttavia, alla fine aderisce alla «svolta del rigore» voluta dal Primo ministro Pierre Mauroy e da Mitterrand per mantenere la Francia all'interno del Sistema Monetario Europeo.

### Dal 1984 al 1986: Primo ministro

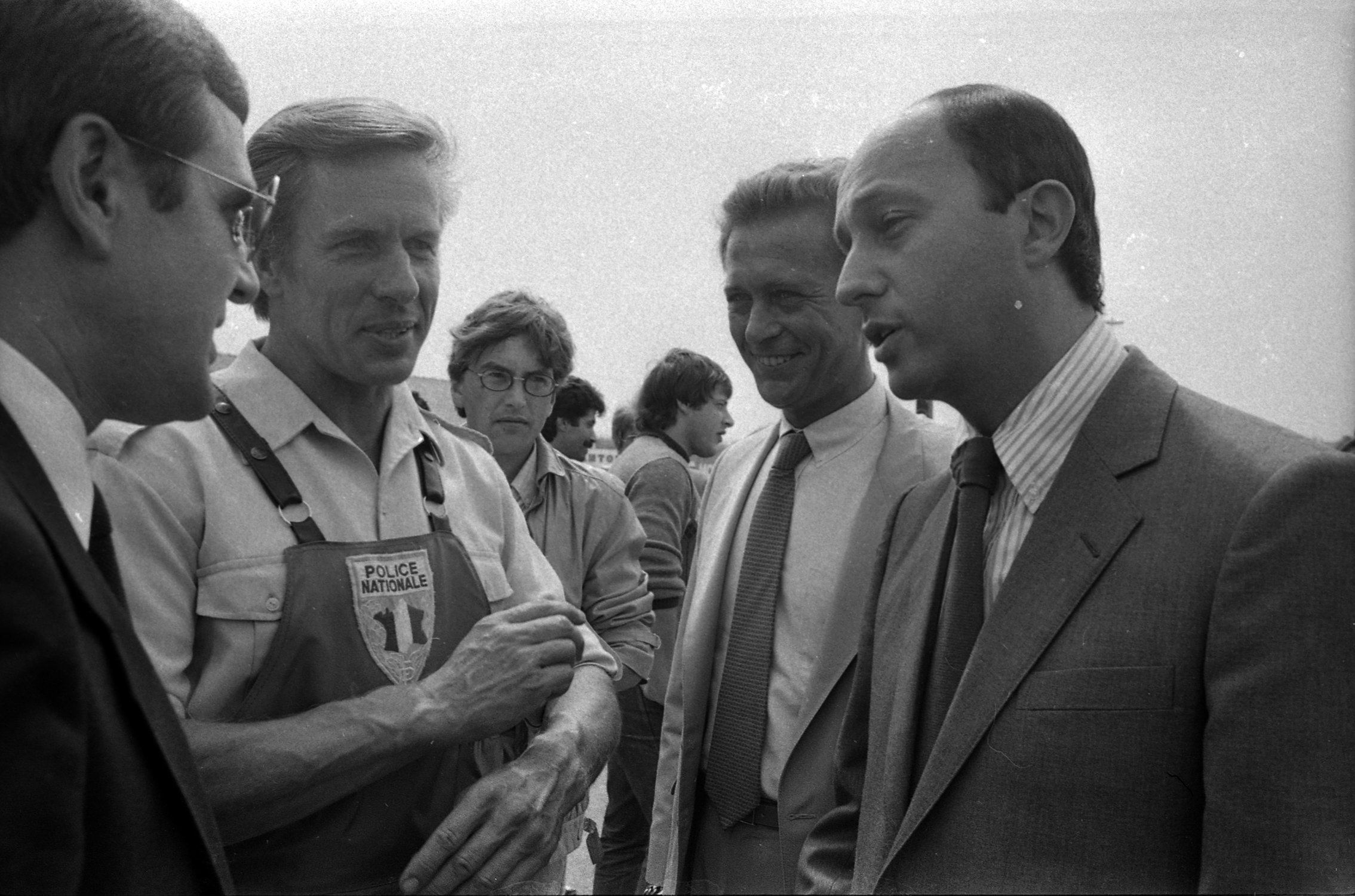
Laurent Fabius nel 1984.

Dopo le dimissioni del governo Mauroy, Mitterrand nomina Primo ministro Laurent Fabius il 17 luglio 1984. A 37 anni è il Primo ministro più giovane della storia della Repubblica francese. Trovandosi in una situazione di crisi economica, persegue una «politica del rigore» per mettere sotto controllo il deficit statale e l'inflazione. Come conseguenza, il partito comunista rifiuta di partecipare al suo governo.
In politica estera sconfina più di una volta nel campo del presidente della Repubblica, in particolare quando nel 1985 incontra il vescovo sudafricano anti-apartheid Desmond Tutu e ottiene di imporre sanzioni contro il regime di Pretoria; oppure quando, sempre nel 1985, si rifiuta di ricevere generale Jaruzelski, il repressore della contestazione di Solidarność, che invece è accolto con tutti gli onori all'Eliseo da Mitterrand.
La sua permanenza alla guida del governo è segnata anche da due scandali: nella notte del 10 luglio 1985 la Rainbow Warrior, una nave di Greenpeace che si trovava nelle acque della Nuova Zelanda, è colpita da esplosioni di dinamite; un fotografo ne viene ucciso. Subito divampa un caso e le autorità neozelandesi protestano. L'inchiesta mostra la responsabilità dei servizi segreti francesi, costringendo il ministro della Difesa Charles Hernu a dimettersi il 20 settembre. Due giorni dopo Laurent Fabius ammette pubblicamente la responsabilità dei servizi segreti nell'attentato.
Il secondo scandalo, che scoppierà negli anni successivi, è quello del sangue contaminato: i ritardi nell'introduzione di misure di sicurezza portano al contagio di numerosi pazienti trasfusi del virus dell'AIDS. Nel 1991 Fabius chiede di rinunciare all'immunità parlamentare per essere giudicato dalla Alta Corte della Repubblica (il tribunale dei ministri); viene in seguito prosciolto di ogni accusa.

### Dal 1986 al 2000
Dopo la sconfitta della sinistra alle elezioni del 1986, lascia la guida del governo. È eletto presidente dell'Assemblée nationale nel 1988 dopo le nuove elezioni legislative successive alla rielezione di Mitterrand alla Presidenza della Repubblica; si dimette nell'aprile 1992 per assumere la guida del PSF. Tra la fine degli anni ottanta e l'inizio degli anni novanta è impegnato in una rivalità con Lionel Jospin per ottenere la direzione del partito, che invece va a Pierre Mauroy, eletto nel maggio 1988 e al congresso di Rennes del marzo 1990. È eletto primo segretario del partito nell'aprile 1992 e lo rimarrà fino alla pesante sconfitta alle legislative del marzo 1993. Nel 1995 è eletto presidente del gruppo socialista all'Assembleé nationale. Nel 1997, dopo la vittoria socialista alle elezioni e la formazione del governo di coabitazione Lionel Jospin, è eletto per la seconda volta presidente dell'Assemblea Nazionale, carica che manterrà fino al marzo 2000.

### Dal 2000 al 2002: ministro dell'economia
Inizialmente escluso dal governo Jospin, rientra in gioco succedendo a Christian Sautter, per breve tempo successore di Dominique Strauss-Kahn al ministero dell'economia. È quindi nominato ministro dell'economia, delle finanze e dell'industria il 27 marzo del 2000. Come prima azione, blocca il piano di riforma del ministero che aveva messo in crisi il suo predecessore.
Come ministro, Laurent Fabius mette in pratica la seconda fase della riforma delle 35 ore e continua la politica di riduzione delle imposte e di controllo della spesa pubblica intrapresa fin dal 1997, cosa che gli verrà rimproverata dai suoi critici di sinistra perché considerata una politica di sacrifici sotto l'aspetto sociale. Resta in carica fino alla sconfitta di Jospin alle elezioni presidenziali del 2002 e le successive dimissioni del governo guidato da quest'ultimo.

### Dopo il 2002: "ancoraggio a sinistra" e "no" al referendum sulla Costituzione europea
Dopo la sconfitta di Lionel Jospin alle presidenziali e il suo ritiro dalla vita politica, Fabius mostra chiaramente di aspirare a ruoli più importanti. Viene nominato numero due del partito (primo segretario è François Hollande) e si lancia in una linea politica profondamente caratterizzata a sinistra, rifiutando il liberalismo economico: secondo lui, è stato il rifiuto degli elettori a seguire il partito verso il liberalismo che ha portato alla disfatta delle elezioni del 2002.
Nel 2004 si distingue per essere il personaggio più noto a opporsi al trattato per la Costituzione Europea, partendo da un "no a meno che" del giugno 2004 ad un no definitivo. All'interno del partito questo provoca una certa tensione e una viva polemica tra gli altri partiti socialisti europei, la maggior parte dei quali schierati per il "sì". Un referendum interno agli iscritti del PSF, svoltosi nel dicembre 2004, decide però la linea del partito: il "sì" vince con il 55% dei voti. Contrariamente ad altri socialisti per il "no", che si adeguano alla disciplina di partito, Fabius e la sua corrente decidono di fare ugualmente campagna per il "no". Il referendum si tiene il 29 maggio 2005 e il "no" vince, specie tra gli elettori di sinistra e i simpatizzanti socialisti.
A seguito del risultato, la posizione di Fabius è sottoposta a diverse critiche internamente al partito. Il 4 giugno del 2005 Fabius e gli appartenenti alla sua corrente sono esclusi dalle riunioni della direzione del partito. Al congresso di Le Mans Fabius propone una mozione alternativa alla maggioranza interna, di cui pure aveva fatto parte; la mozione raccoglie il 21% dei voti, giungendo terza dietro a quella della maggioranza (54%) e quella del "Nuovo partito socialista" (24%). Accetta quindi di votare un testo che cerca di unire le varie mozioni, per evitare di diventare minoranza interna.
Rifiuta peraltro di tornare nella direzione del partito, dove però tornano alcuni della sua corrente. Il 10 gennaio del 2006 Fabius si dichiara candidato all'investitura socialista per le elezioni presidenziali del 2007. Oltre a lui, sono in lizza Ségolène Royal e Dominique Strauss-Kahn. Il 16 novembre gli iscritti al Partito socialista votano il proprio candidato: per Fabius è una sonora sconfitta, raccogliendo poco più del 18% dei voti e terminando ultimo. Ségolène Royal risulta vincitrice già al primo turno con il 60% dei voti.

### Ministro degli Affari esteri dal 2012 al 2016

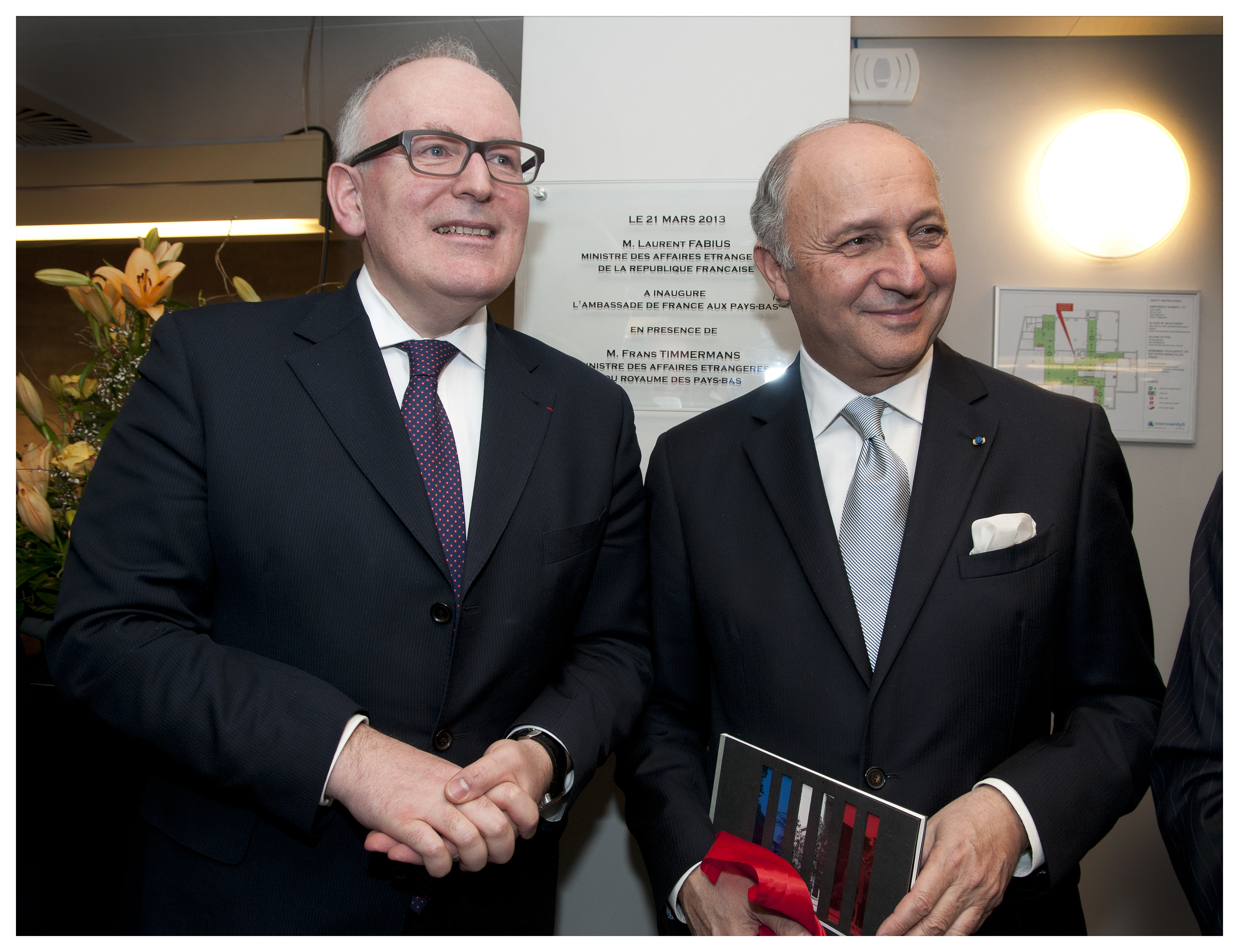
Laurent Fabius e il ministro degli esteri olandese Frans Timmermans

Il 16 maggio 2012 Laurent Fabius fu nominato ministro degli Affari esteri nel governo Ayrault I: è al secondo posto dopo il Primo ministro in ordine protocollare; è anche il veterano fra i ministri in carica, essendo entrato per la prima volta nel governo il 23 maggio 1981. Il 15 aprile 2013, nel quadro della dichiarazione patrimoniale di tutti i membri del governo, Laurent Fabius dichiara di possedere un patrimonio stimato a 6,04 milioni di euro. In seguito alle dimissioni del governo Ayrault e alla nomina del nuovo Presidente del Consiglio Manuel Valls il 2 aprile 2014 Fabius è confermato agli Affari esteri nella nuova compagine governativa, aggiungendo alle sue attribuzioni ministeriali il portafoglio dello Sviluppo internazionale. Il 26 agosto 2014, è riconfermato ministro degli Affari esteri con l'ulteriore attribuzione dello Sviluppo internazionale nel secondo governo Valls. È affetto dalla malattia di Parkinson.
Nel dicembre 2012 Laurent Fabius stima che l'organizzazione "Fronte al-Nusra", designata come terrorista dagli Stati Uniti, "fa un buon lavoro". Nell'ottobre 2015, dichiara "bisogna colpire i gruppi terroristi, tra cui al-Nusra".

### Presidente del Consiglio costituzionale
Il 10 febbraio 2016 Fabius si dimette, nell'ambito di un rimpasto di governo, e il presidente della Repubblica, François Hollande, annuncia la sua decisione di nominare Laurent Fabius presidente del Consiglio costituzionale. Il 18 febbraio la nomina è ratificata dalla commissione delle leggi dell'Assemblée nationale e da quella del Senato. Il decreto di nomina è quindi firmato il 19. Fabius giura l'8 marzo 2016, entrando così in carica per un mandato di nove anni.

## La corrente dei "fabiusiani"
Gli amici di Laurent Fabius o quelli che condividono le sue idee politiche sono chiamati «fabiusiani»; il suo principale «luogotenente» di tale corrente è Claude Bartolone, deputato del Senna-Saint-Denis. Storicamente, i fabiusiani si sono contrapposti ai «rocardiani», poi ai «jospinisti», più di recente agli «hollandesi» e infine ai "royalisti".
I fabiusiani hanno sostenuto il "no" in occasione del referendum sul Trattato costituzionale europeo: in questa occasione tuttavia alcuni uomini politici vicini a Fabius se ne sono allontanati per sostenere il "sì", un esempio è Jack Lang. La corsa di Fabius per ottenere la candidatura alle presidenziali ha segnato ultimamente l'adesione alla sua corrente di militanti provenienti specialmente dalla corrente Nuovo Partito Socialista.

## Curiosità
Laurent Fabius si fa notare per la cura che presta al suo abbigliamento, in particolare al taglio dei completi bleu marine per i quali ha una spiccata preferenza, al tessuto delle camicie e alla tonalità delle cravatte.